# Siegestor

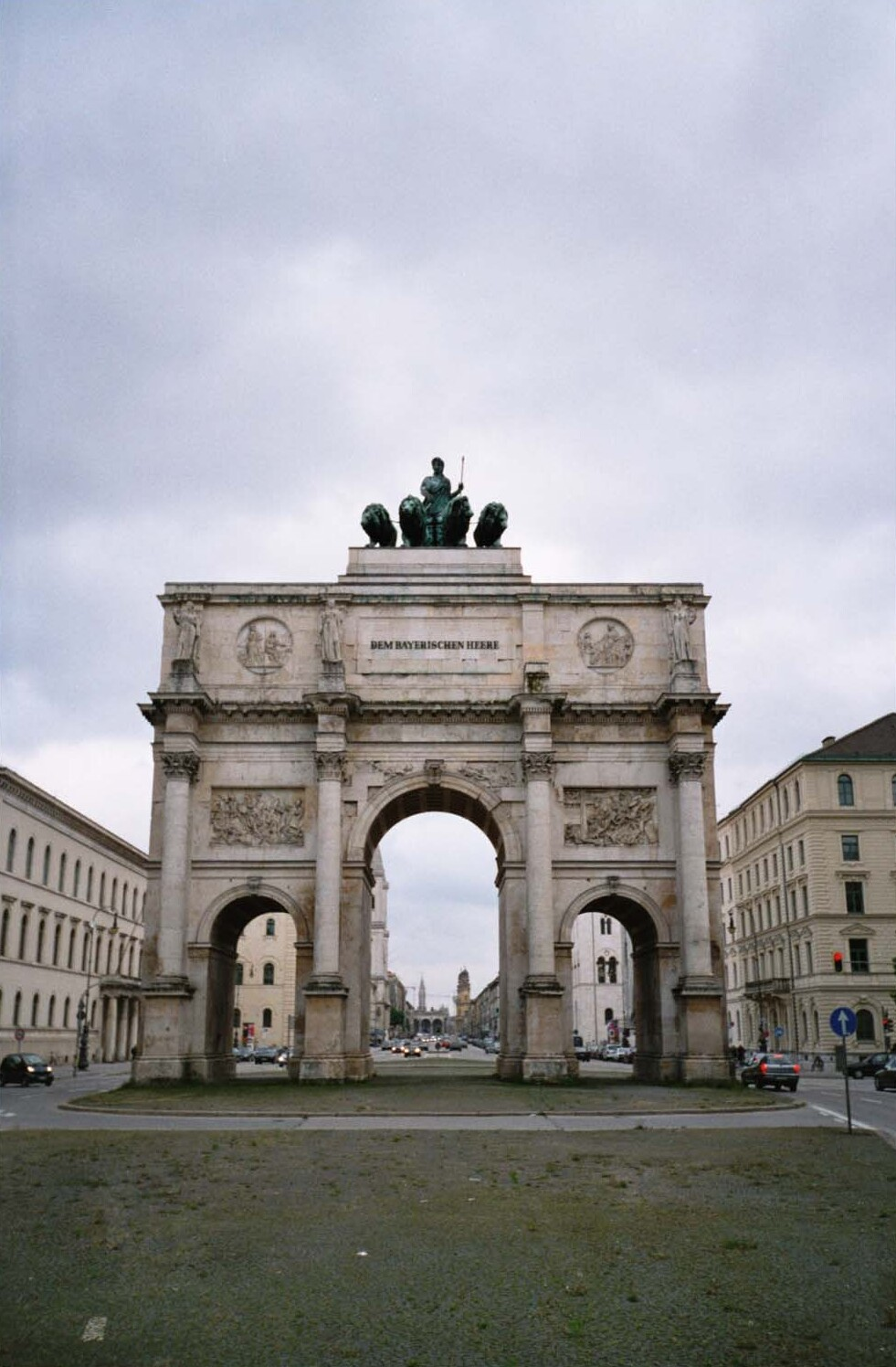
El Siegestor de Múnic

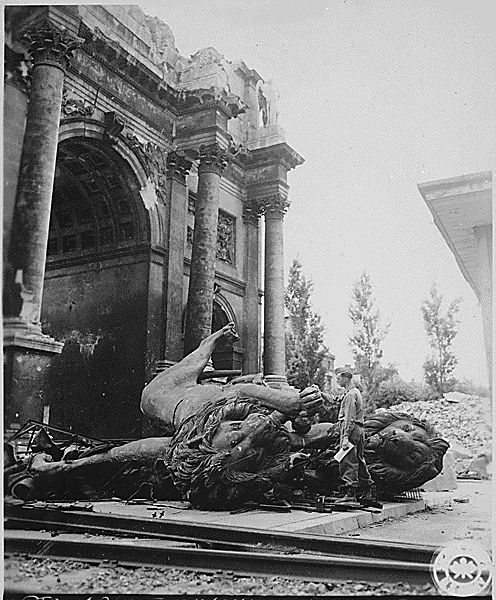
El Siegestor l'any 1945

El Siegestor (literalment porta de la victòria) és un arc de triomf que es troba a Múnic a Alemanya.
Es troba entre la universitat i l'Ohmstraße, a la cruïlla de la Leopoldstraße i de la Ludwigstraße. Serveix de frontera entre els sectors de Maxvorstadt i de Schwabing.

## Història
Aquest arc de triomf va ser encomanat pel rei Lluís I de Baviera el 1840 al seu arquitecte Friedrich von Gärtner sobre el model de l'arc de Constantí a Roma i fou acabat el 1852. La quadriga de la part superior ha estat fosa per Martin Wagner. Està dedicat originalment a la glòria dels exèrcits bavaresos (dem bayerischen Heere zum Ruhme). Als relleus, s'hi troben escenes de lluites i de batalles. Els medallons contenen les representacions simbòliques de les diferents circumscripcions bavareses:
- Oberbayern: una cria als Alps.
- Oberfranken i Mittelfranken: l'artesanat i la cria.
- Unterfranken: la vinya, els cereals i la navegació.
- Oberpfalz: la vinya i la pesca i el treball manual.
- Schwaben: el teixit.

Després d'haver estat àmpliament malmès durant la Segona Guerra Mundial, ha estat només parcialment reconstruït i restaurat. Una inscripció sobre la part del darrere del monument ha estat afegida per Wilhelm Hausenstein i diu «Dem Sieg geweiht, vom Krieg zerstört, zum Frieden mahnend» (dedicat a la victòria, destruït per la guerra i crida de pau). Aquests darrers anys, les estàtues restants han estat meticulosament netejades i restaurades.